# Brent Jett
Brent Ward Jett Jr. Junior (Pontiac, 5 ottobre 1958) è un ex astronauta statunitense.
Jett è sposato con Janet Leigh Lyon. Nel 1981 ha conseguito un Bachelor of science in ingegneria aerospaziale presso l'Accademia Navale degli Stati Uniti. Nel 1989 ha ricevuto un master in ingegneria aeronautica.
Jett è stato designato Aviatore Navale nel marzo del 1983. Ha seguito l'addestramento per gli F-14 Tomcat. Ha anche studiato presso la United States Navy Fighter Weapons School.

Nella sua carriera militare ha collezionato oltre 4.000 ore di volo in più di 30 diversi aerei in oltre 450 voli.
È stato selezionato dalla NASA nel 1992. Dopo aver avuto vari incarichi tecnici per due anni è stato scelto come per la sua prima missione spaziale come pilota della STS-72 dello Shuttle (1996). Un anno dopo è partito nuovamente con la STS-81. È stato il pilota anche della STS-97 del 2000 ed il comandante della STS-115 totalizzando complessivamente 41 giorni, 18 ore ed 1 minuto nello spazio.